# Peter Schreiner (Motorsportler)

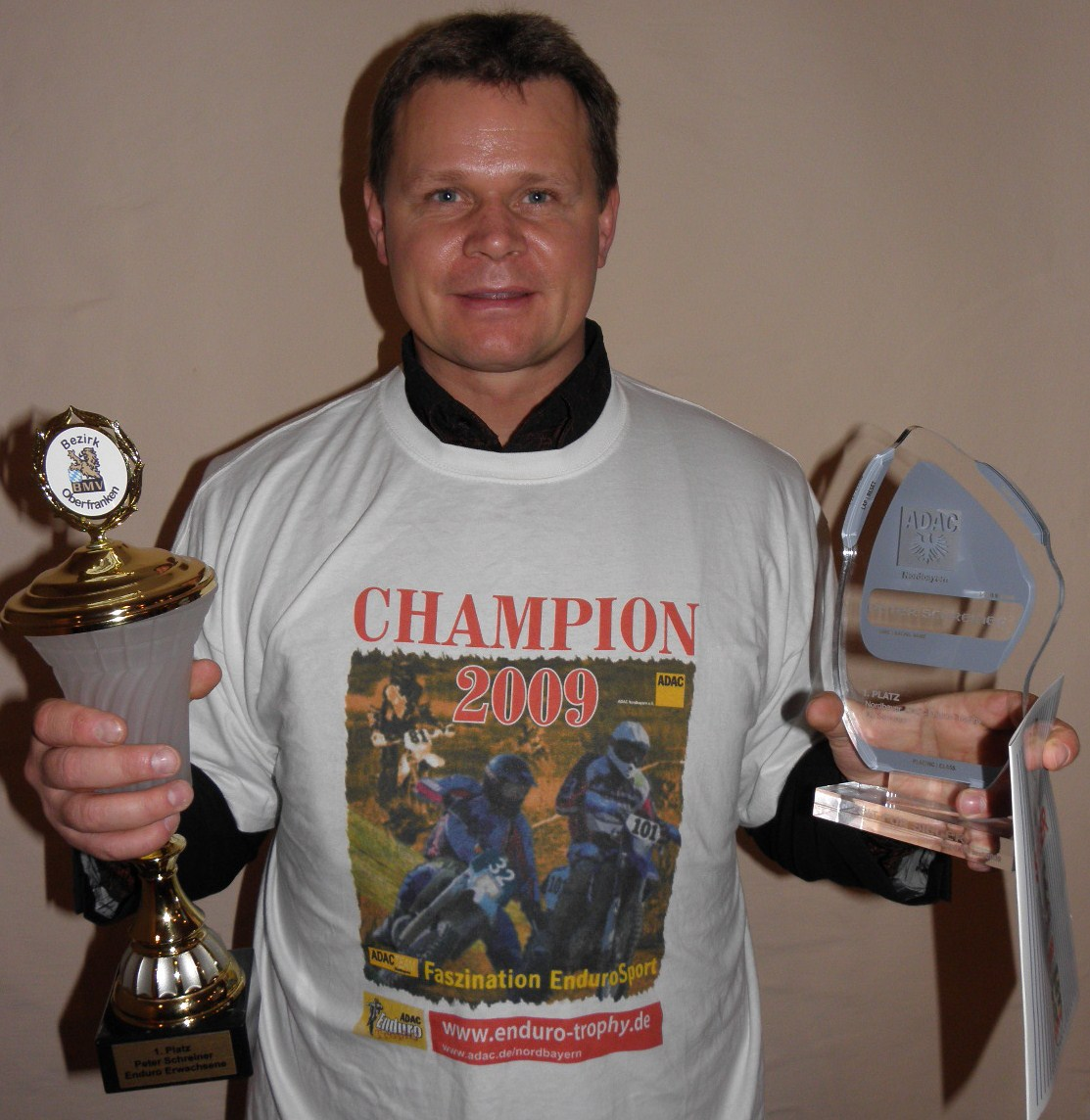
Peter Schreiner

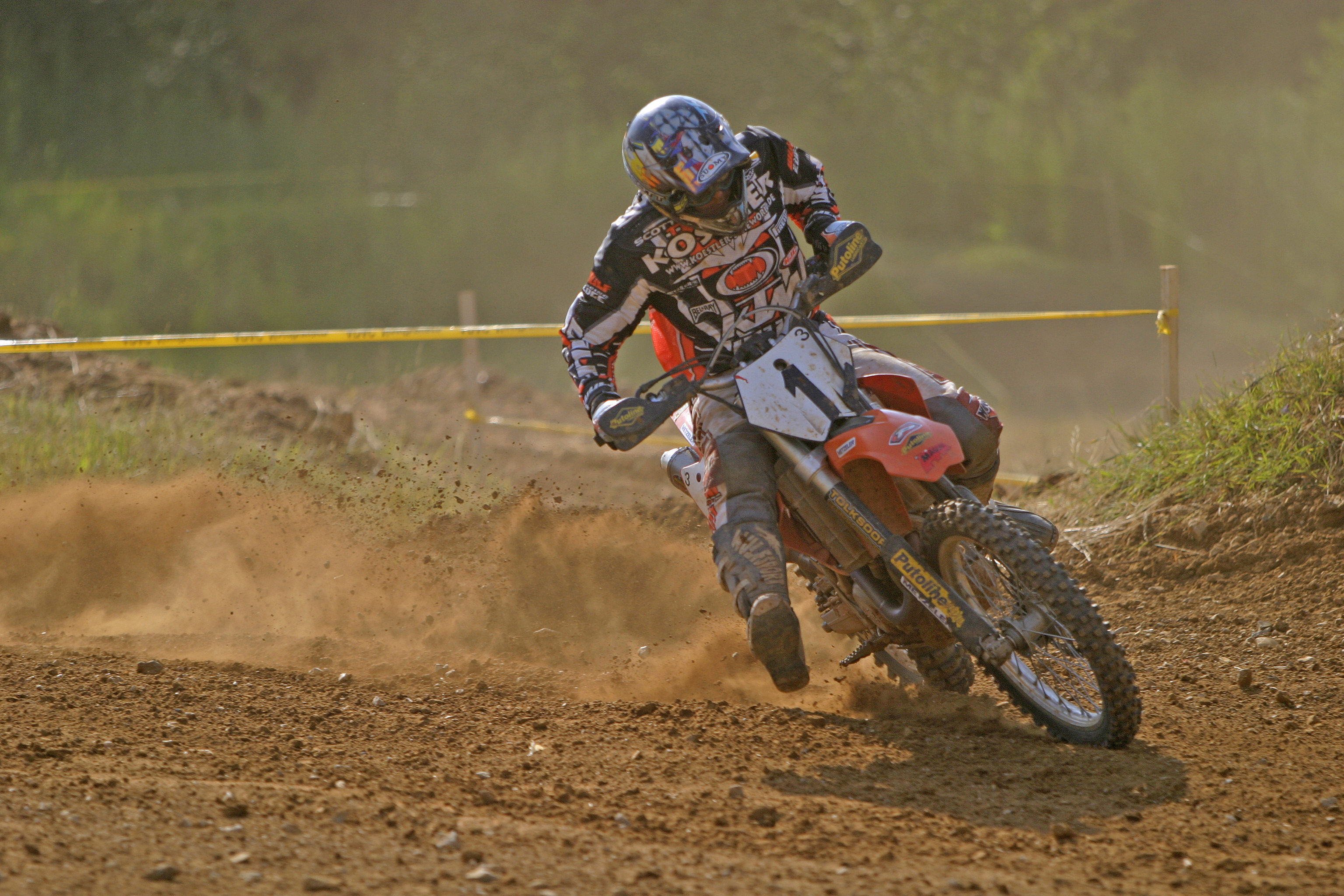
Peter Schreiner, NBS Motocross Meisterschaft

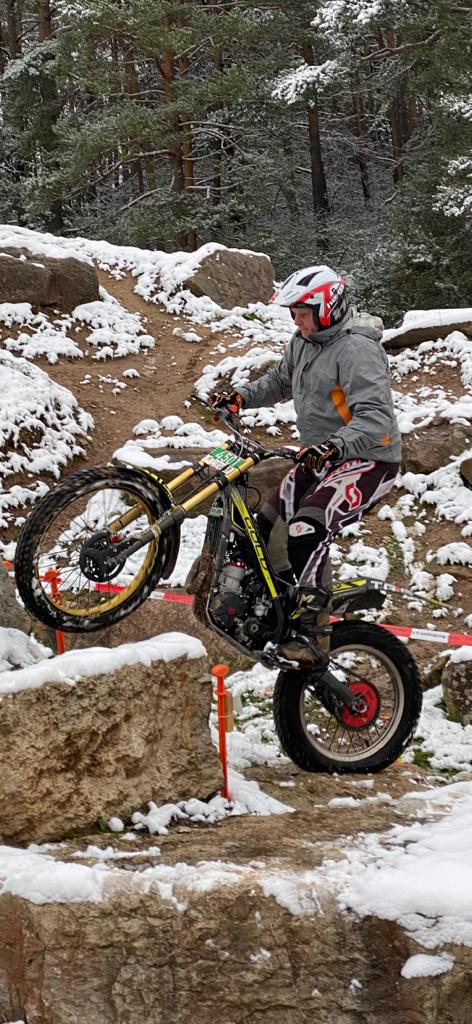
Peter Schreiner, Trial-Meisterschaft 2021

Peter Schreiner (* 29. Dezember 1964 in Bamberg) ist ein deutscher Motorsportler.

## Erfolge
| Jahr      | Erfolg                                        |
| --------- | --------------------------------------------- |
| 1978–1983 | Nordbayerischer Jugendtrialmeister (5×)       |
| 1983–1988 | Nordbayerischer Trialmeister (3×)             |
| 1989      | OMK – Pokalsieger Enduro über 500ccm VT       |
| 1999      | 4. Platz Enduro DM 250VT                      |
| 2000      | Enduro Vizemeister DM 250VT                   |
| 2001      | 3. Platz Enduro DM 250VT                      |
| 2001      | NBS Motocrossmeister Sen.                     |
| 2003      | Gesamtsieger German Cross Country Profiklasse |
| 2005      | Meister Enduro DM Sen.                        |
| 2005      | Vizemeister NBS Motocross Sen.                |
| 2006      | Meister Enduro DM Sen.                        |
| 2009      | 1. Platz ADAC Trophy Sen.                     |
| 2009      | 2. Platz ADAC Trophy Team                     |
| 2010      | Vizemeister NBS Sen.                          |
| 2011      | Meister NBS Sen.                              |
| 2012      | Meister NBS Sen.                              |
| 2013      | Vizemeister NBS Sen.                          |
| 2013      | Vizemeister Sen. Thüringen Motocross          |
| 2021      | Jura-Trial Pokal Meister Klasse 4 Erwachsene  |
| 2022      | Jura-Trial Pokal 4. Platz Klasse 4 Erwachsene |
| 2023      | Oberfränkischer Vize-Trial-Meister Klasse 4   |

## Privates
Peter Schreiner schloss 1990 die Meisterprüfung im PKW/Motorrad-Meisterhandwerk erfolgreich ab. Zurzeit arbeitet er als Berufsschullehrer in der Metallabteilung der Berufsschule Erlangen. Er ist seit 2003 verheiratet und hat eine Tochter.